# Zambia ai Giochi della XXII Olimpiade
Lo Zambia partecipò ai Giochi della XXII Olimpiade, svoltisi a Mosca, Unione Sovietica, dal 19 luglio al 3 agosto 1980, con una delegazione di 37 atleti impegnati in quattro discipline.